# Peloribates yezoensis
Peloribates yezoensis är en kvalsterart som beskrevs av K. Fujikawa 1986. Peloribates yezoensis ingår i släktet Peloribates och familjen Haplozetidae. Inga underarter finns listade i Catalogue of Life.